# میکائلا باستیداس

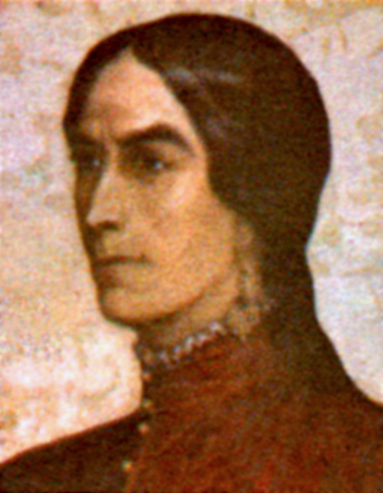
میکائلا باستیداس (۱۷۸۱–۱۷۴۲)

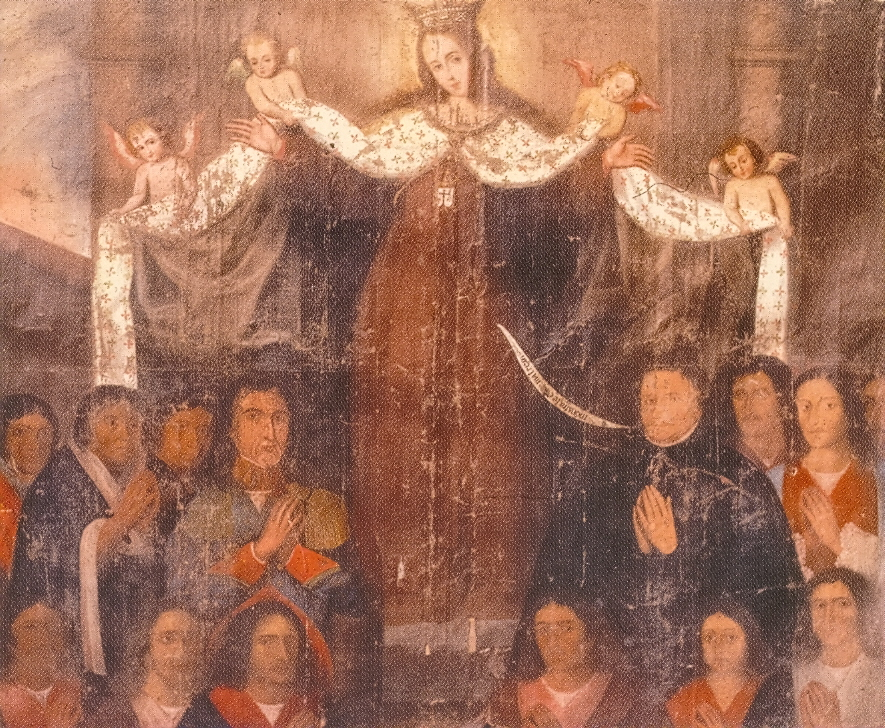
خانواده توپاک آماروی دوم در کنار یک تابلوی مقدس

میکائلا باستیداس پوماکاهوا (به انگلیسی: Micaela Bastidas Puyucahua) (پامپامارکا، ۲۳ ژوئن ۱۷۴۴- کوسکو، ۱۸ مه ۱۷۸۱) قهرمان استقلال در آمریکای لاتین بود. وی نقش مهمی در تاریخ پرو داشت. همسر و مشاور توپاک آمارو دوم، عملکرد وی در شورش شهر تینتا از اهمیت حیاتی برخوردار بود. شجاعت و عزم راسخ در حمایت از آرمان‌های عدالت‌خواهانه او و آزادی تا زمان مرگ غم‌انگیز و بی‌رحمانه اش به دست اسپانیایی‌ها، او را به یک افسانه و نماد مبارزه آمریکای لاتین علیه ظلم و استعمار تبدیل کرد.

## زندگی‌نامه

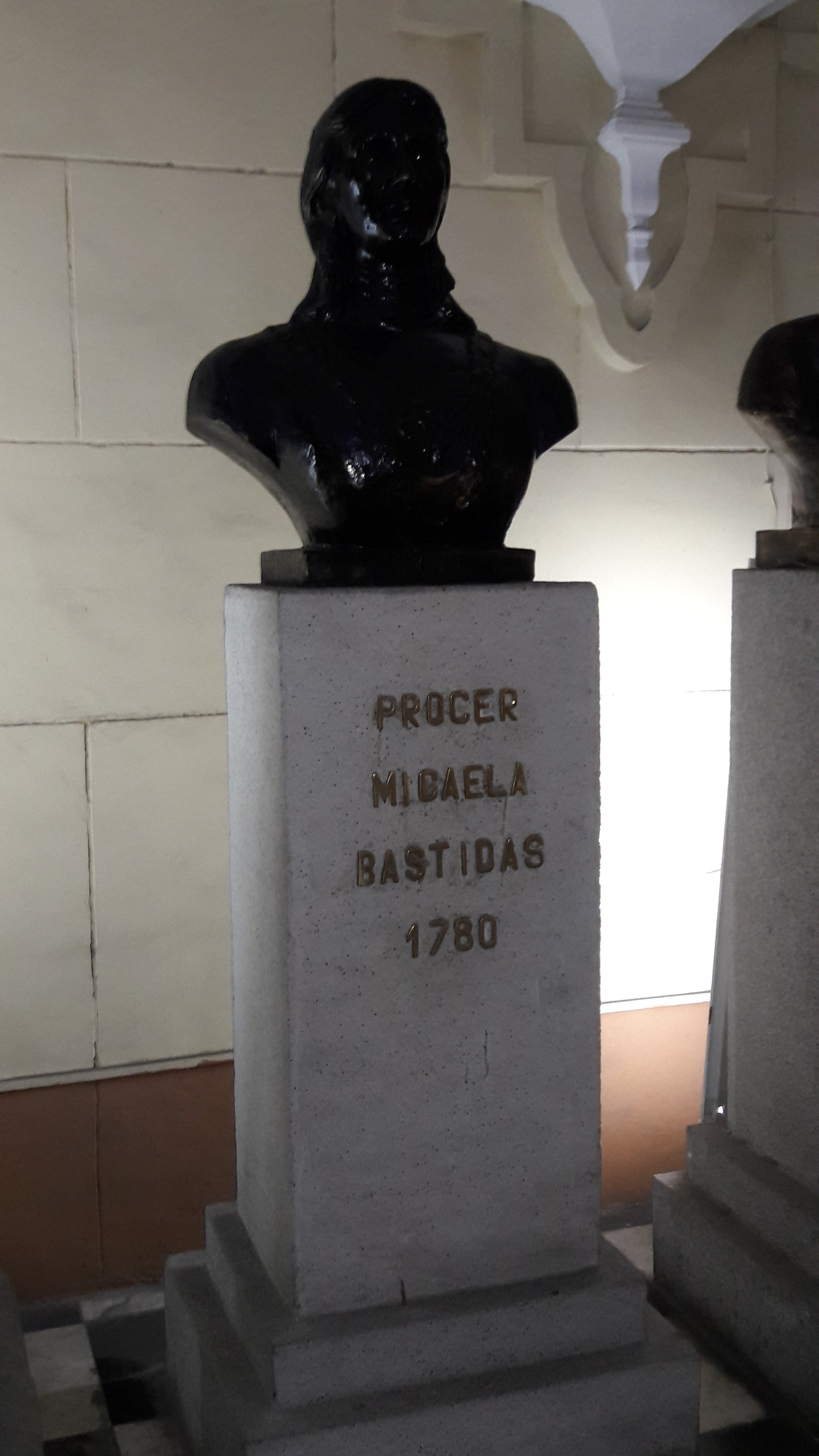
تمثال میکائلا باستیداس در پانتئون پروسرس در لیما.

دختر مانوئل باستیداس، از نژاد آفریقایی، بومی، میکائلای جوان با رنگ برنزه و موهای مواج که ریشه او را به سرخپوستان آمریکا می‌رساند. او یک زامبو بود، نامی که در زمان استعمار به مردم آن دیار گفته می‌شد.
میکائلا در ۲۵ مه ۱۷۶۰، اندکی قبل از شانزدهمین سالگرد تولدش، با یک مستیزوی جوان، خوزه گابریل کندورکانکی، از اینکاهای اصیل، از نسل خوزه گابریل کندورکانکی ازدواج کرد. مراسم آن‌ها در کلیسای بانوی مقدس در شهر سوریمانا، محلی که شوهرش از رؤسای قبیله بود، برگزار شد. همسرش خوزه گابریل از طریق پدر از نسل توپاک آماروی اول بود. او در سال ۱۷۶۴ به عنوان رئیس سرزمین‌هایی که از نظر ارثی بدان متعلق بود، پامپامارکا، تونگاسوکا و سوریمانا، منصوب شد. آن‌ها محل اقامت خود را در تینتا، شهری در حومه کوسکو برقرار کردند. آن‌ها دارای سه پسر شدند، هیپولیتو (۱۷۶۱)، ماریانو (۱۷۶۲) و فرناندو (۱۷۶۸).
در مقایسه با همسرش، اسناد و مدارک مربوط به زندگی میکائلا باستیداس بقدر کافی در دسترس نیست. اما اسناد تاریخی ثبت‌شده، تولد، ازدواج و مرگ وی را مستند کرده‌اند. میکائلا در سال ۱۷۴۴ در منطقه پامپامارکا در استان کاناس متولد شد. وی دختر مانوئل باستیداس (درگذشته ۱۷۴۶) (احتمالاً از نژاد آفریقایی و شاید هم یک کشیش) و جوزفا پویوکاهوا سیسا بود. با توجه به جایگاه وی به عنوان فرزند نامشروع یک سیاه‌پوست یا شاید یک کشیش، میکائلا در سرزمین کوهستانی و بسیار بومی آند به حاشیه رانده شد. میکائلا بهتر از اسپانیایی زبان کچوا صحبت می‌کرد. او یک کاتولیک متدین بود، اما تحصیلات رسمی کمی داشت. یک سند او را «یک دختر زیبای هندی» توصیف می‌کند. این‌که او از نژاد آفریقایی بوده، مشخص نیست، زیرا تقریباً چیزی در مورد پدرش شناخته نشده‌است. اما برخی از اسناد از او به عنوان یک زامبو یاد می‌کنند. نامی که طی سلسله مراتب نژادی دوران استعمار برای کسانی که از نژاد مخلوط آفریقایی و بومی هستند، داده شده‌است. در سند ازدواج او پدر و مادر او به عنوان «اسپانیایی» (اسپانیایی‌ها) ذکر شده‌است، اما سیالیت قابل توجهی در سیستم طبقه‌بندی نژادی وجود داشت و چنین تخصیصی ممکن است «نشانه‌ای از احترام» باشد.
در ۲۵ مه سال ۱۷۶۰، قبل از شانزدهمین سالگرد تولدش، میکائلا با خوزه گابریل کندورکانکی، که بعداً از نام توپاک آماروی دوم استفاده کرد، در کلیسای بانوی مقدس در شهر سوریمانا، ازدواج کرد. خوزه گابریل یک جوان از نژاد مختلط و از نسل یک شخصیت مهم در تاریخ پرو، توپاک آمارو اول، از اینکا بود، که توسط اسپانیایی‌ها در سال ۱۵۷۲ اعدام شد. در سال ۱۷۶۴، او کاسیک یا کوراکا (رئیس قبیله) در سرزمین‌های میراثی خود: پامپامارکا، تونگاسوکا و سوریمان شد. این عنوان و شرط و ملزومات قدرت وراثتی بود. وی اقامت خود را با میکائلا در تینتا، منطقه‌ای از کوسکو ثابت کرد. این زوج سه پسر به نام‌های هیپولیتو (۱۷۶۱)، ماریانو (۱۷۶۲)، و فرناندو (۱۷۶۸) داشتند که توسط همان کشیشی که مراسم ازدواج آنها را انجام داده بود، غسل تعمید شدند.
خوزه گابریل تحصیلات ممتازی را در مدرسه انجمن عیسی در لیما و کوسکو، که مدرسه‌ای برای فرزندان لردهای بومی بود، فراگرفته بود. او به زبان اسپانیایی صحبت می‌کرد و می‌نوشت، به زبان کچوا صحبت می‌کرد و مقداری از زبان لاتین را نیز از تحصیلات مسیحی خود می‌دانست. او صاحب زمین و ثروت زیادی بود و از کسانی بود که اداره دارایی‌شان به‌دست خودشان بود. به‌عنوان یک رئیس قبیله، او میان رئیس دادگستری و افراد بومی و اتهامات جنایی آن‌ها واسطه می‌شد. همزمان با رونق گرفتن کارش می‌دید که بقیه مردم چگونه تحت تأثیر شورش‌ها و آداب و رسوم داخلی قرار می‌گیرند. به عنوان یک تاجر محلی در یک شبکه گسترده، با ۳۵۰ قاطر به حمل کالاهای تجاری مشغول بود و لذا در موقعیت عالی برای ایجاد روابط با کسانی که با آن‌ها تجارت می‌کرد و مطلع شدن از شرایط و موضوعات محلی بود. او به عنوان یک فرد دورگه، احساس می‌کرد که بدون واسطه همه بی‌عدالتی‌هایی را که بر مردمش می‌رود حس می‌کند. او روش کار درخواست رسمی از مقامات تینتا، کوسکو و لیما را پیشه کرد به طوری که بومیان از کار اجباری در معادن آزاد شدند و از تمکین به کار اجباری معاف شوند، گرچه او معمولاً با جواب منفی و بی‌تفاوتی روبرو می‌شد. او به توسعه یک ایدئولوژی لیبرترینیسم مبتنی بر دفاع از بومیان، بردگان، کریاویوها، و مردم دورگه روی آورد، همچنین او تلاش می‌کرد استقلال قلمرو و تجارت را از سلطه پادشاهی اسپانیا خارج کند.
این یک ازدواج سعادتمندانه و شراکت کامل بود. یک سری از نامه‌های مهم به زبان اسپانیایی در ابتدای دوره شورش بین آن‌ها رد و بدل شد. شورش شامل تلاش برای تأمین امنیت یکدیگر بود که با گذاشتن کد اسامی حیوانات برای یکدیگر این نگرانی را رفع می‌کردند.

## شورش
در ۴ نوامبر ۱۷۸۰ توپاک آماروی دوم اولین فریاد آزادی را سر داد و اطلاعیه استقلال را صادر کرد. این آغاز شورش توپاک آماروی دوم بود که در آن فرمانده محلی حکومت اسپانیا، آنتونیو دو آریاگا، اسیر شد و بعداً به دار آویخته شد. شورشیان مقر خود را در تونگاسوکا تأسیس کردند.
مردم بومی از داشتن اسلحه گرم منع شده بودند، بنابراین یکی از بزرگترین مشکلاتی که آنها با آن روبرو بودند تهیه اسلحه بود. میکائلا مسئول تأمین وسایل نیروها بود که شامل تهیه و توزیع پول، غذا، لباس و اسلحه بود. او برای تسهیل در رفت و آمد کسانی که در مناطق وسیع سفر می‌کنند، برگه‌های امن صادر کرد. او مسئول عقب‌داری قسمت بومیان بود که از خود کوشش و توانمندی، اجرای اقدامات امنیتی و مبارزه با جاسوسی نشان داد. او همچنین یک سیستم ارتباطی کارآمد را بکار گرفت، و اسب سوارانی را سازماندهی کرد که اطلاعات را سریعاً از نقطه‌ای به نقطه‌ای دیگر در قلمرو شورشی می‌رساندند.
لژیون واقعی مبارزان آند، کچوا و آیمارا در جهت استراتژی قیام با میکائلا همکاری کرده و پشتیبان سربازان بودند. هدف او نه تنها این بود که مردم خود را از استثمار اسپانیایی‌ها رها کند، بلکه همچنین نقش زنان بومی را با مشارکت آنها در زندگی اجتماعی و سیاسی، احیا کند، سنتی که نظام استعماری سعی در لغو آن با انواع سوءاستفاده‌ها و قربانی کردن آنها داشت. در جنبش، رهبران زن، از جمله سیسیلیا توپاک آمارو و توماسا تیتو کاندمایتا، رئیس قوم آکوس، و بسیاری دیگر وجود داشتند.

## دستگیری و اعدام
باستیداس در یک قیام ناموفق اسیر شد. او در رهبری شورش به همسرش پیوسته بود و مردان و زنان بومی را در نبرد برای استقلال و همچنین سازماندهی تجهیزات و جذب نیرو رهبری می‌کرد. او به عنوان «استراتژیست برتر و مطمئناً با جسارت بیشتر نسبت به توپاک آمارو دوم شناخته می‌شد». وی در یک حمله مشترک علیه اسپانیایی‌ها، آمارو را تشویق کرد که به منظور غافلگیر کردن آنها و استفاده از محافظت ضعیف‌شده شهر به‌سرعت به‌سمت کوسکو حرکت کند. با این حال، آمارو مانع از این کار شد. در نتیجه اسپانیایی‌ها فرصت یافتند نیروهای کمکی به میدان بیاورند و باستیداس، آمارو و بسیاری از افراد آن‌ها را اسیر کنید.
باستیداس در هجدهم ماه مه ۱۷۸۱، در سن ۳۶ سالگی توسط اسپانیایی‌ها اعدام شد. اسپانیایی‌ها سعی کردند از یک وسیله دستی خفه کردن که برای این مناسبت طراحی شده بود، استفاده کنند که برای اولین بار برای دوست شورشی آن‌ها توماسا تیتو کوندمایتا استفاده شده بود. اما از آنجا که گردن میکائلا بسیار باریک بود، موفق نشدند و در عوض او را با طناب اعدام کردند. پسرش هیپولیتو نیز توسط اسپانیایی‌ها اعدام شد. هر دوی این اعدام‌ها در مقابل چشمان توپاک آمارو دوم انجام شد که خودش را نیز اسپانیایی‌ها محاصره کرده و سر بریدند.

## خواندنی بیشتر
- Campbell, Leon G. "The Army of Peru and the Túpac Amaru Revolt, 1780-1783". Hispanic American Historical Review 56(1):31-57.
- Fernández Domínguez, Renata. "Micaela Bastidas en la historia, literatura, y cultural peruana: Análsis de sus reconfiguraciones discursivas." PhD dissertation, University of Kentucky 2005.
- Lillian Estelle Fisher|Fisher, Lillian Estelle. The Last Inca Revolt, 1780-83. Norman: University of Oklahoma Press 1966.
- Loayza, Francisco, Mártires y heroinas (documentos inéditos del año de 1780 a 1782). Lima: Imprenta D. Miranda 1945, pp. 18-42 [contains letters exchanged by the couple]
- Stavig, Ward. The World of Tupac Amaru: Conflict, Community and Identity in Colonial Peru. Lincoln: University of Nebraska Press 1999.
- Guardia, Sara Beatriz, "Reconociendo las huellas: Micaela Bastidas y las heroinas de la independencia del Perú" in Las mujeres en la independencia de América Latina, ed. Sara Beatriz Guardia. Lima: CEMHAL 2010.
- Stavig, Ward and Ella Schmidt, eds. The Tupac Amaru and Catarista Rebellions: An Anthology of Sources. Indianapolis: Hackett Publishing 2008.
- Vega, Juan José, Túpac Amaru y sus compañeros. 2 vols. Cuzco: Municipalidad del Qosqo 1995.
- Walker, Charles F. The Tupac Amaru Rebellion. Cambridge MA: The Belknap Press of Harvard University Press 2014.